# Roșioara, Vâlcea
Roșioara este o localitate componentă a orașului Berbești din județul Vâlcea, Oltenia, România.

## Vezi și
- Biserica de lemn din Roșioara

 Acest articol despre o localitate din județul Vâlcea este deocamdată un ciot. Puteți ajuta Wikipedia prin completarea lui.